# 光明寺 (奥州市)
光明寺（こうみょうじ）は、岩手県奥州市江刺にある曹洞宗の寺院。山号は大藏山。本尊は釈迦如来坐像。

## 概要
1396年（応永3年）創建。かつて当地域を支配した江刺氏の菩提寺。江刺氏滅亡後、伊達氏系の葛西氏支配後も当寺は庇護された。1670年代に田村郷から現在地に遷座。寺領が与えられ、岩城氏の菩提寺となった。1800年頃には江刺郷の筆頭寺院として定められ、当地域の信仰の中心となる。1982年（昭和57年）、本堂の大改修が行われ、その後も順次整備が続いている。

## 境内
石灯籠を両側に配置された参道の他、多くの彫刻作品がある本堂、鐘楼、開山堂、六地蔵尊、多宝塔等が配置されている。

## 文化財
- 木造地蔵菩薩坐像
  - 像高56.5cm、肘張30.3cm、膝張46cm。正法寺や宝城寺の彫刻でも知られる仏師立増が1402年（応永9年）に製作。像容は穏やかで全体に平板さが目立つ。1991年（平成3年）8月27日、県から有形文化財に指定されている[2]。

## 現地情報
- 所在地
  - 岩手県奥州市江刺南町8-17
- 交通アクセス
  - 東北新幹線水沢江刺駅よりバス、江刺バスセンターより徒歩13分
- 駐車場
  - あり